# سيلاس وود
سيلاس وود (بالإنجليزية: Silas Wood)‏ هو محامي وسياسي أمريكي، ولد في 14 سبتمبر 1769 في هنتنغتون في الولايات المتحدة، وتوفي بنفس المكان في 2 مارس 1847. حزبياً، نشط في الحزب الجمهوري الديمقراطي. وقد انتخب عضو مجلس النواب الأمريكي.